# Hyperbola
Hyperbola is een geslacht van vlinders van de familie echte motten (Tineidae), uit de onderfamilie Perissomasticinae.

## Soorten
- H. bradleyi Gozmány, 1966
- H. chloristis (Meyrick, 1908)
- H. hemispina Gozmány, 1969
- H. hesperis Gozmány, 1967
- H. homogena Gozmány, 1967
- H. mellichroa (Gozmány, 1968)
- H. moschias (Meyrick, 1914)
- H. pastoralis (Meyrick, 1931)
- H. phocina (Meyrick, 1908)
- H. primoti Gozmány, 1966
- H. somphota (Meyrick, 1920)
- H. zicsii Gozmány, 1965